# Saxifraga biasolettoi
Saxifraga biasolettoi är en stenbräckeväxtart som beskrevs av Sündermann. Saxifraga biasolettoi ingår i Bräckesläktet som ingår i familjen stenbräckeväxter. Inga underarter finns listade i Catalogue of Life.